# 岩谷村 (広島県)
岩谷村（いわたにむら）は、広島県芦品郡にあった村。現在の府中市の一部にあたる。

## 地理
芦田川の中流域に位置していた。

## 歴史
- 1889年（明治22年）4月1日、町村制の施行により、芦田郡荒谷村、目崎村、上山村、父石村が合併して村制施行し、岩谷村が発足[1][2]。旧村名を継承した荒谷、目崎、上山、父石の4大字を編成[2]。
- 1898年（明治31年）10月1日、郡の統合により芦品郡に所属[1][2]。
- 1954年（昭和29年）3月31日、芦品郡府中町、広谷村、国府村、栗生村、下川辺村と合併し、市制施行し府中市を新設して廃止された[1][2]。

### 地名の由来
旧村名、上山の山と父石の石を組み合わせた「岩」に荒谷の「谷」を併せたもの。

## 産業
- 農業